# Thomas Gurney (chevalier)
Pour les articles homonymes, voir Thomas Gurney.
Thomas (de) Gurney (décédé avant le 7 juillet 1333) est un chevalier anglais du XIVe siècle. Issu d'une famille noble modeste, il sert successivement avec fidélité Maurice de Berkeley, 2e baron Berkeley, puis Roger Mortimer, 1er comte de March, tous deux d'influents seigneurs très présents dans les Marches galloises. Il participe à ce titre en 1322 à la rébellion infructueuse menée par Mortimer contre les abus du roi Édouard II et est emprisonné pendant deux années par le roi avant d'être libéré après le paiement d'une amende.
Le rôle de Thomas Gurney s'accentue en 1327 lorsqu'il est nommé par Roger Mortimer comme geôlier d'Édouard II après sa déposition. Il est dès lors considéré comme l'un des meurtriers présumés du roi Édouard II en raison du trépas mystérieux de ce dernier au bout de quelques mois de captivité. À ce titre, Gurney est condamné pour régicide par le roi Édouard III peu après l'exécution de Mortimer en 1330. Fuyant sur le continent, Gurney est arrêté par des officiers royaux et meurt pendant son extradition vers l'Angleterre en 1333.

## Biographie

### Origines, jeunesse et rébellion
Thomas Gurney est issu d'une famille de la gentry du Somerset. Né à la fin du XIIIe siècle, il est le fils d'un même Thomas Gurney, un chevalier possédant quelques terres à Englishcombe et à Farrington Gurney. Son père prend part à plusieurs des campagnes militaires en Écosse du roi Édouard Ier et ce jusqu'en 1301. Thomas Gurney l'Aîné meurt vraisemblablement peu après cette date. Il existe aussi un autre Thomas Gurney, originaire d'East Harptree et mort en 1343 : il pourrait s'agir d'un cousin de Thomas Gurney le Jeune. La première information véritable que l'on détienne au sujet du jeune Thomas Gurney remonte à l'année 1307, date à laquelle il est chargé de percevoir les taxes royales dans le Somerset. Le 3 novembre 1314, Thomas est impliqué avec son parent Anselm Gurney dans un vol de chevaux, de bœufs, de moutons et de porcs survenu à Langridge. Pourtant, il sert rapidement son seigneur Maurice de Berkeley, important baron des Marches galloises. Ainsi, dès 1316, Gurney figure au sein de la garnison de la ville de Berwick, dont Berkeley est le gouverneur. Étant donné que les Berkeley sont eux-mêmes les vassaux du comte de Pembroke, il fait également partie de l'entourage du comte. On sait par ailleurs qu'il porte en avril 1318 la livrée royale, ce qui peut laisser supposer que Thomas Gurney est présent à ce moment-là dans la retenue du roi Édouard II lors de ses nombreux voyages en Angleterre.
Cependant, Gurney accompagne Thomas de Berkeley, fils aîné de Maurice, et ses partisans lorsqu'ils effectuent ensemble une attaque dans une des forêts du comte de Pembroke dans le Gloucestershire, le 31 juillet 1318. En dépit des efforts de Pembroke pour faire arrêter les responsables, les suspects ne sont pas traduits devant la justice royale, sans doute grâce à l'intervention en leur faveur de Maurice de Berkeley. Aux côtés de Thomas de Berkeley et de John Maltravers, Gurney va même jusqu'à capturer à l'automne 1319 les coroners du Gloucestershire chargés de la réouverture de l'affaire. Quelques années plus tard, il rejoint la suite de Maurice de Berkeley lorsque celui-ci entre au service du puissant baron Roger Mortimer. Gurney apporte son soutien à Mortimer lors de sa révolte contre le roi Édouard II en mai 1321. En représailles, le roi ordonne la confiscation de ses biens le 7 décembre suivant. Édouard réprime la rébellion dès le mois de mars 1322 et fait incarcérer Gurney, capturé par les troupes royales, à la tour de Londres. Le 1er juillet 1324, Thomas Gurney reçoit finalement un pardon et est condamné à une amende de 100 livres, avant de voir ses biens restitués. Le 7 janvier 1325, au cours de la guerre de Saint-Sardos, il est convoqué par le roi pour aller combattre en Gascogne l'ost français. Enfin, le 25 mars 1326, il reçoit la permission de payer son amende sur une période de dix ans.

### Geôlier d'Édouard II et services envers Mortimer
À l'automne 1326, Roger Mortimer renverse le roi Édouard II, assisté par la reine Isabelle. Il a été suggéré que Gurney avait rejoint Mortimer en France avant l'invasion, mais cette hypothèse est peu probable. Le 14 février 1327, Gurney se voit accorder un pardon pour sa participation à la révolte des barons en 1321. Le 3 avril 1327, il est chargé conjointement avec John Maltravers et Thomas de Berkeley de la garde d'Édouard II, déposé depuis le mois de janvier précédent par le Parlement. Le roi déchu est incarcéré au château de Berkeley, mais est fréquemment déplacé d'un château à l'autre par ses geôliers afin de rendre les éventuelles tentatives de délivrance en sa faveur plus difficiles. Édouard est finalement ramené à Berkeley, où il meurt apparemment le 21 septembre. Nombreux sont ceux qui suspectent alors Mortimer d'avoir ordonné l'assassinat du monarque destitué. De fait, Gurney est immédiatement considéré comme l'un de ses possibles assassins, aux côtés de John Maltravers et de William Ockley. On ne dispose toutefois d'aucun élément pouvant certifier qu'Édouard II soit mort assassiné, ni même qu'il ait réussi à s'évader secrètement de sa prison pour aller vivre en exil incognito, comme plusieurs chroniqueurs l'ont laissé entendre.
Dès le lendemain de la mort – du moins alors communément admise – de son prisonnier, Thomas Gurney est envoyé par Thomas de Berkeley à Lincoln, où séjournent alors la reine Isabelle et son fils Édouard III, afin de les informer du trépas de l'ancien roi. Il y arrive probablement le soir du 23 septembre et fait part de la nouvelle au jeune monarque, avant que celle-ci ne soit communiquée au Parlement et au reste du royaume dans les jours qui suivent. Après la mort d'Édouard II, Gurney devient l'un des principaux hommes de confiance de Roger Mortimer. Avant décembre 1328, la garde d'Hugues le Despenser lui est confiée. Emprisonné depuis mars 1327 par le régime de Mortimer et Isabelle, Despenser constitue en effet à leurs yeux une menace, en raison de sa proximité avec l'ancien souverain, et demeure étroitement surveillé. Gurney reçoit à plusieurs reprises l'ordre de le déplacer de résidence : on sait ainsi qu'un transfert a lieu vers le château de Bristol à la fin de l'année 1328. Les faveurs qu'il reçoit ne sont cependant pas aussi insignes que celles de Maltravers, ce qui résulte sûrement du fait qu'il soit né de basse extraction. C'est pourquoi il est difficile de déterminer ses activités ou ses fonctions lors du reste de la régence de Roger Mortimer.

### Condamnation, capture et mort
Le 19 octobre 1330, Édouard III renverse Roger Mortimer et fait pourchasser ses plus ardents partisans. Mortimer, exécuté dès le 29 novembre suivant, se voit accusé entre autres lors de son procès d'avoir commandité la mort du roi Édouard II à Berkeley après sa déposition trois ans auparavant. Pour la toute première fois, la mort du précédent monarque est officiellement décrite comme un meurtre, alors que ses geôliers avaient jusque-là assuré qu'il avait trépassé de causes naturelles. Thomas Gurney, accusé d'avoir participé à l'assassinat de l'ancien souverain, voit immédiatement sa tête mise à prix pour 40 livres ou 100 marcs. Condamné à mort in absentia par le Parlement, il embarque à Mousehole en Cornouailles à la fin de l'année 1330 ou au début de l'année 1331 avec d'autres partisans de Mortimer, dont John Maltravers. Son épouse Joan Furneaux et ses cinq enfants demeurent en revanche en Angleterre, mais ne sont pas inquiétés par le roi. Au cours d'un nouveau procès convoqué par Édouard III au mois de mars 1331, les charges retenues contre Gurney en raison de sa participation à la mort d'Édouard II sont confirmées. Le roi ordonne en outre la confiscation des biens du fugitif. Un autre affidé de Roger Mortimer, William Ockley, est lui aussi accusé du meurtre du roi déchu mais a disparu dès la chute de Mortimer.
La même année, Thomas Gurney est reconnu à Burgos, en Castille, par un pèlerin anglais, Isolda Belhouse. Cette dernière accuse Gurney de régicide et obtient des autorités castillanes qu'il soit arrêté. Avant qu'il ne puisse être extradé vers l'Angleterre, Gurney s'échappe en Aragon, puis à Naples. L'agent anglais Guillaume de Cornouailles le retrouve à Naples et procède à son arrestation. Informé, Édouard III envoie le baron William Thweng en Italie pour ramener Gurney en Angleterre. Thweng conduit Gurney par navire vers l'Angleterre : ils marquent tous deux un arrêt à Collioure, puis à Bayonne, située alors en Aquitaine anglaise. Thomas Gurney y meurt au cours de l'été 1333. Des rumeurs accusent le sénéchal de Gacogne Oliver Ingham de l'avoir fait exécuter pour régicide mais cette conclusion semble dénuée de fondement et il est bien plus probable que Gurney soit mort de maladie. William Thweng retourne quant à lui en Angleterre et instruit le roi de la mort de Gurney le 7 juillet 1333. À la suite de la condamnation de Thomas Gurney, Joan Furneaux avait obtenu en mai 1331 la restitution des biens de son époux, dont West Harptree, Englishcombe et Farrington. Finalement, en novembre 1339, leur fils aîné Thomas, désormais majeur, demande avec succès à Édouard III de pouvoir prendre possession de ses biens, qui lui sont remis dès le mois de mars 1340.

## Descendance
En 1317 ou 1318, Thomas Gurney épouse Joan Furneaux, la veuve de Thomas Trivet. Leur mariage produit cinq enfants :
- Thomas Gurney (9 février 1319 – après 1345) ;
- John Gurney ;
- Matthew Gurney (? – 1406), épouse Alice Beauchamp, puis Philippa Talbot ;
- Edmund Gurney ;
- Joan Gurney, épouse Matthew Branch.

## Postérité
Le dramaturge Christopher Marlowe fait apparaître Gurney dans sa pièce Édouard II, dans laquelle il est décrit comme l'un des assassins du roi d'Angleterre. Gurney est également un personnage mineur de la série historique Les Rois maudits de Maurice Druon, qui répand quant à lui le mythe selon lequel Édouard II aurait été tué par ses geôliers par l'insertion d'une pièce de cuivre dans son anus, ce qui aurait eu le bénéfice de faire apparaître la mort du souverain déchu comme naturelle.